# Glukometr

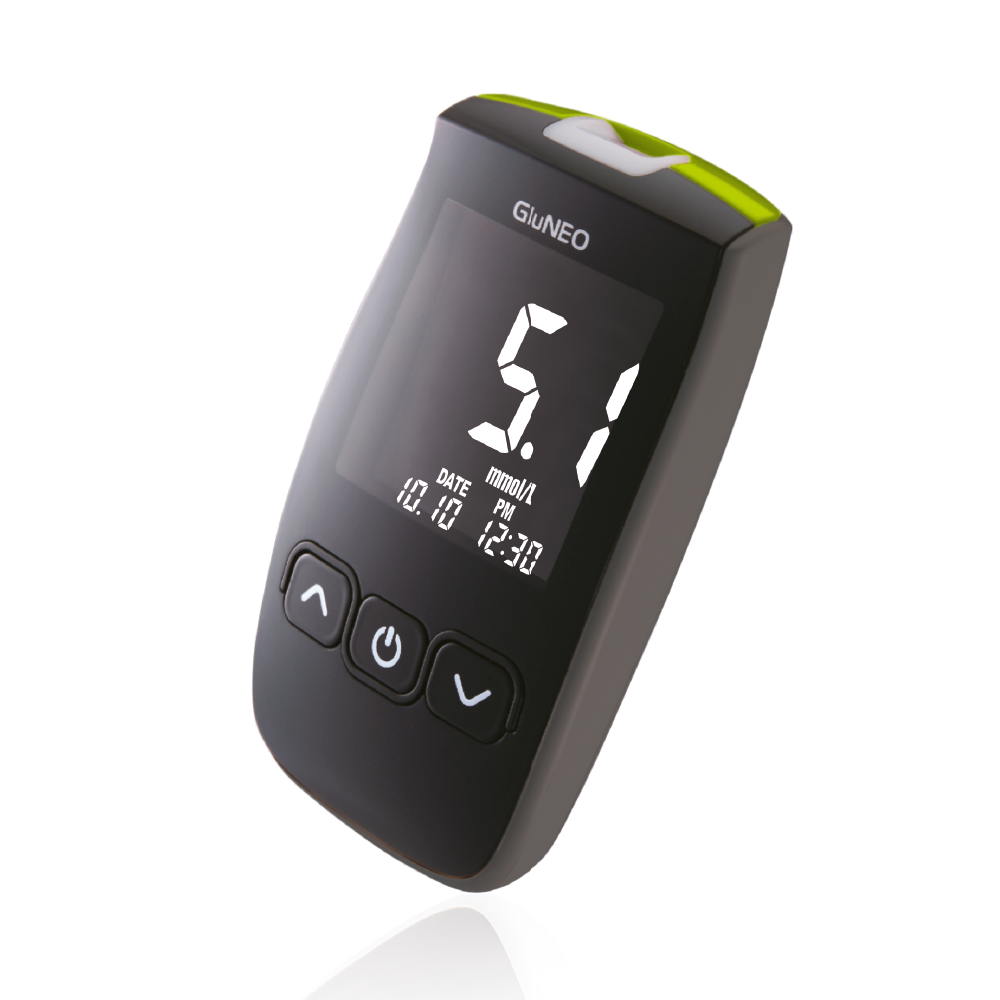
Glukometr Novatin GluNEO

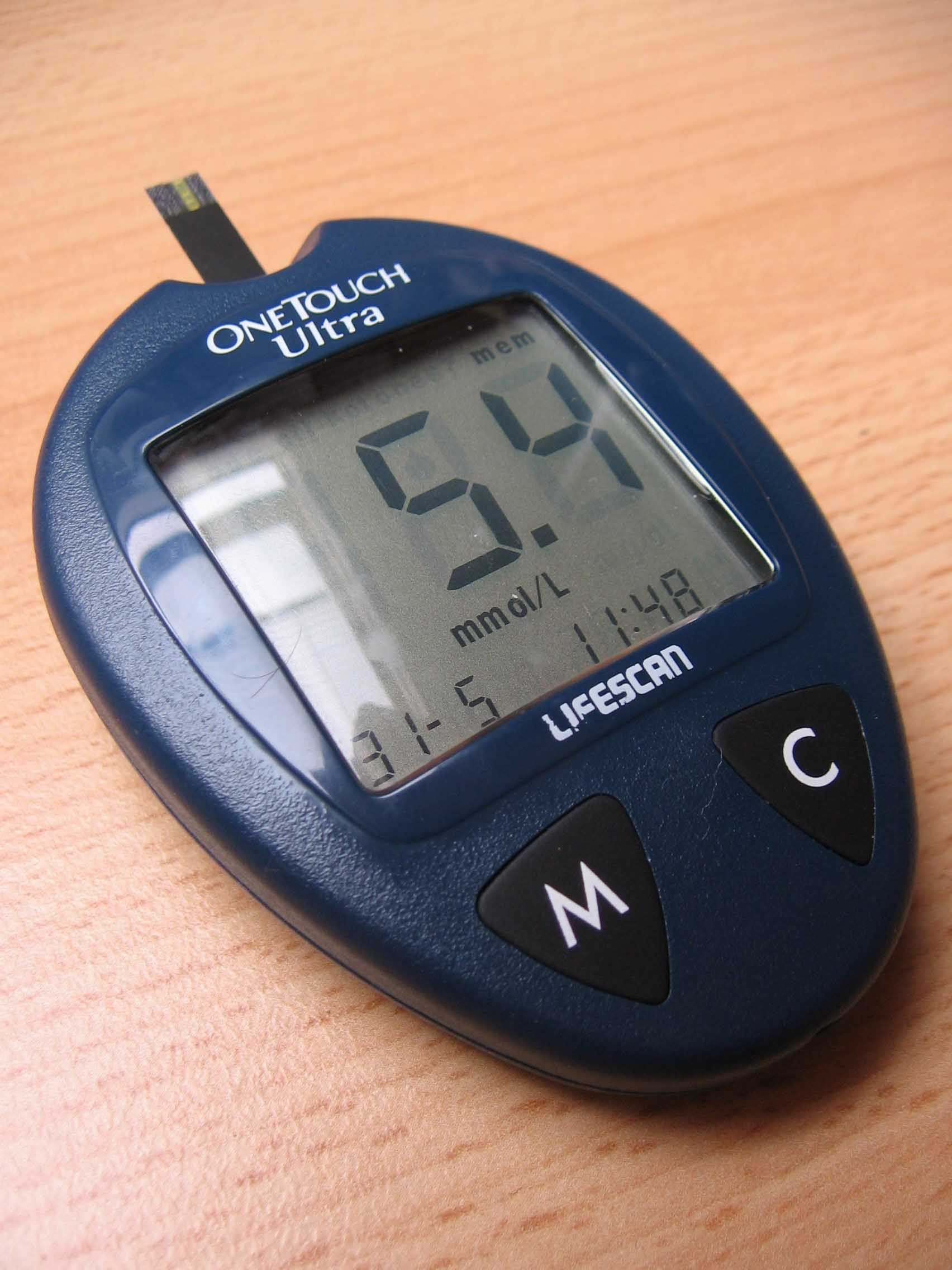
Glukometr

Glukometr je přístroj určený k domácímu měření glykémie, tzv. self-monitoring (sebekontrola) glykémie. Glykémie je u nediabetiků automaticky měřena receptory na β-buňkách, které dle glykémie ovlivňují množství vyloučeného inzulinu, čímž ji přímo ovlivní. Diabetik musí funkci β-buněk nahradit, a proto si měří glykémii glukometrem. Podle výše glykémie a na základě předchozích zkušeností musí odhadnout množství inzulinu, které je nutno aplikovat. Záměrem self-monitoringu je, pomocí systematického měření glykémie, docílit glykemické křivky nediabetika. Glukometry také zpravidla umí vypočítat týdenní a měsíční průměr z naměřených hodnot glykémie. To diabetikovi slouží k přibližnému odhadu hodnoty glykovaného hemoglobinu - tzn. jestli diabetes je z dlouhodobého hlediska léčen správně, či nikoliv. Glukometr je častěji využíván diabetiky 1. typu, protože DM1 je téměř vždy léčen inzulínem.

## Technologie měření
Existují dvě základní metody měření: fotometrická a elektrochemická.

### Fotometrická metoda
Ve starších typech glukometrů je hladina glukózy stanovena na principu reflektanční fotometrie. Do těchto glukometrů se vkládá testační proužek s aktivní ploškou napuštěnou enzymem glukosaoxidasou (patří do skupiny enzymů oxidoreduktáz, která katalyzuje redoxní reakce glukózy) a derivátem benzidinu, na niž se nanáší krev. Molekula D-glukózy v krvi je oxidována glukosaoxidasou na glukonolakton, při čemž jako odpadní produkt vzniká peroxid vodíku. Peroxid vodíku oxiduje barevný chromogen za přítomnosti peroxidasy a jako produkt reakce vzniká barevný produkt. Čím více glukózy v krvi je obsaženo, tím vznikne více barevného produktu, který se detekuje reflexní fotometrií. Nevýhodou této metody je nepřesnost měření (výsledek může být ovlivněn vnějším světelným zdrojem), dlouhá doba měření (chemická reakce probíhá dlouho) a nutnost časté kalibrace glukometru. Měření může být ovlivněno světelnými podmínkami, otřesy při měření apod.
V přítomnosti enzymu glukosaoxidasy vzniká perioxid vodíku:
D-glukóza + O2 → glukonolakton + H2O2
Peroxid vodíku se redukuje bezbarvým chromogenem díky enzymu peroxidasa a vzniká barevný produkt:
H2O2 + H2A → 2 H2O + A

### Elektrochemická metoda
Většina současných glukometrů využívá k měření glykémie elektrochemickou metodu, která je založena na měření elektrického proudu mezi pracovní a registrační elektrodou tzv. metodou ampérometrie. Na testačním proužku je úzká kapilára, kterou je krev nasávána dovnitř. Zde proběhne oxidace glukózy za vzniku peroxidu vodíku. Čím více je glukózy v krvi, tím více vznikne molekul peroxidu vodíku. Peroxid vodíku je v glukometru elektrolyticky rozkládán na kladné kationy vodíku a záporné aniony kyslíku. Anionty kyslíku putují k registrační elektrodě anodě (kladné elektrodě). Takto vzniká proud záporně nabitých částic, jenž může být změřen glukometrem jako elektrický proud. Velikost proudu odpovídá výsledné glykémii.
V přítomnosti enzymu glukosaoxidasy vzniká perioxid vodíku:
D-glukóza + O2 → glukonolakton + H2O2
Následuje elektrolýza peroxidu vodíku:
H2O2 → 2H+ + O2 + 2e−
K: 2H+ + 2e− → H2
A: 2O− - 2e− → O2

## Postup při měření
Před vlastním měřením je dobré si umýt ruce mýdlem a osušit. Do glukometru vložíme testovací proužek, který je na jedno použití. Vzorek krve získáme z konečku prstů tak, že lancetou propíchneme boční část bříška prstu, vytlačíme malou kapku krve, kterou otřeme do buničiny a až druhou kapku krve naneseme na aktivní plochu testovacího proužku. Moderní glukometry pro funkci potřebují jen velmi malé množství krve, v řádku mikrolitrů (miliontin litru), proto je možno krev odebírat i z alternativních míst (paže, stehno). Glukóza obsažená v krevní plazmě zreaguje s chemikáliemi v testovacím proužku. Pomocí fyzikálně-chemických procesů glukometr vyhodnotí výši glykémie, která se zobrazí na zobrazovací jednotce glukometru.

## Kdy je vhodné glykémie měřit
Na posouzení správnosti léčby DM 1 nestačí pouze jedno měření za den, protože glykémie se neustále a relativně rychle mění. Je třeba provádět systematická měření – tzv. glykemické profily.
- Malý glykemický profil (MGP) zahrnuje měření před snídaní, před obědem, před večeří a před spaním. Toto měření je doporučováno dělat každý den pro kontrolu dlouhodobé kompenzace.
- Při velkém glykemickém profilu (VGP) se měří glykémie před a 2 hodiny po každém hlavním jídle, před spaním a další den ráno. VGP je doporučováno měřit asi jednou za dva týdny pro kontrolu nastavení jednotlivých dávek inzulinu a lze podle něj případně dávky upravit. Dále je třeba změřit hodnotu glykémie při podezření na hypoglykémii, což je důležité před sportem, před řízením automobilu apod.

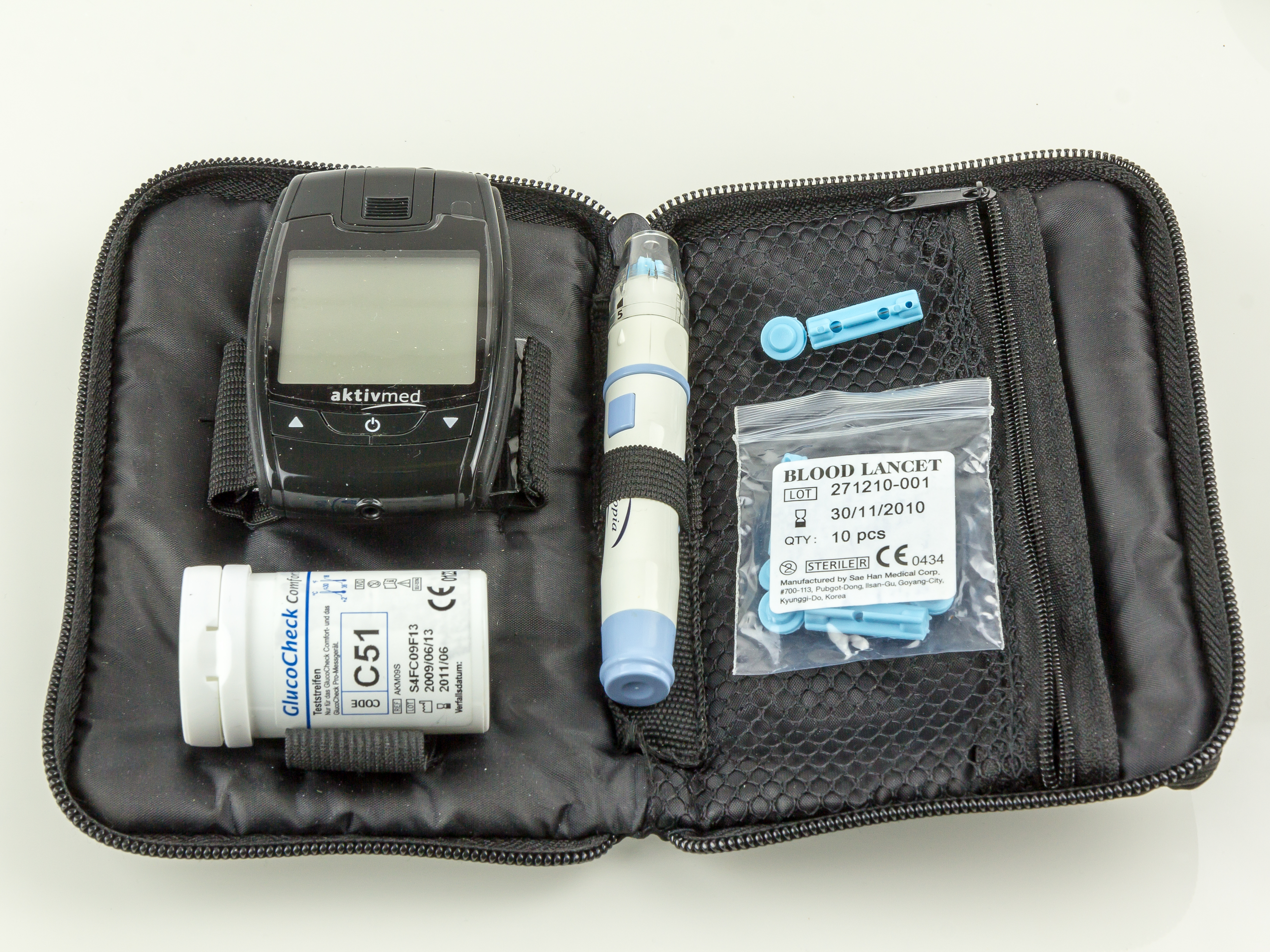
Glukometr s lancetou a proužky

## Alternativy měření glykémie
Kromě elektronických glukometrů lze glykémii měřit také pomocí testačních proužků, na něž se sice také nanáší krev, ale diabetik glykémii vyhodnocuje vizuálním srovnáním barev aktivní plošky testačního proužku a barevné škály na tubě. Tato metoda je spíše orientační a může být ovlivněna mnoha faktory.
Ještě méně spolehlivou metodou je orientační měření glykémie diagnostickými proužky využívající k detekci cukr v moči. V ČR se používá například testační proužky DiaPhan.

## Hrazení testovacích proužků pojišťovnami
Podle zákona č. 48/1997 Sb. o veřejném zdravotním pojištění, který byl uveden v platnost 1. července 2005, a po dohodě VZP ČR s Odbornou diabetologickou společností má diabetik nárok:

### Do 400 ks proužků za rok
Množství do 400 ks proužků schvaluje pouze diabetolog.
- do 400 proužků ročně pro pacienty léčené inzulínem, který se aplikuje 1x či 2× denně
- do 100 proužků ročně pro pacienty léčené perorálními antidiabetiky
- do 50 proužků pro pacienty léčené dietou

### Od 400 do 1000 ks proužků za rok
Množství od 400 do 1000 ks proužků je schvalované revizním lékařem.
- pro pacienty léčené intenzifikovaným inzulínovým režimem (3 a více aplikací inzulínu denně)
- pro pacienty léčené inzulínovou pumpou

### Nad 1000 ks proužků za rok
Množství nad 1000 ks proužků je schvalované a povolované revizním lékařem.
- pro těhotné diabetičky
- pro děti do 18 let (POZOR: u dětí znamená, že zůstávají v platnosti pravidla pro schválení a povolení úhrady nadlimitního množství proužků u dětí do 18 let - pravidla přijatá v roce 2002, která umožňují povolit u dětských diabetiků úhradu až 1800 ks za rok - RL mají toto doporučení uvedené v interním periodiku VZP ČR - Informačním bulletinu pro RL VZP ČR č. 2/2002)